# Gülzow (Lauenburg)
Gülzow ist eine Gemeinde im Kreis Herzogtum Lauenburg in Schleswig-Holstein, ursprünglich Teil des Herrschaftsgebiets Herzogtum Sachsen-Lauenburg.

## Geographie
Jeweils acht Kilometer entfernt befinden sich im Westen die Stadt Geesthacht, im Süden Lauenburg/Elbe und im Norden Schwarzenbek.
Gülzow teilt sich in die Ortsteile Gülzow und Neu-Gülzow auf, wobei Neu-Gülzow südwestlich gelegen ist. Die beiden Ortsteile sind zwei Kilometer voneinander entfernt.

## Geschichte

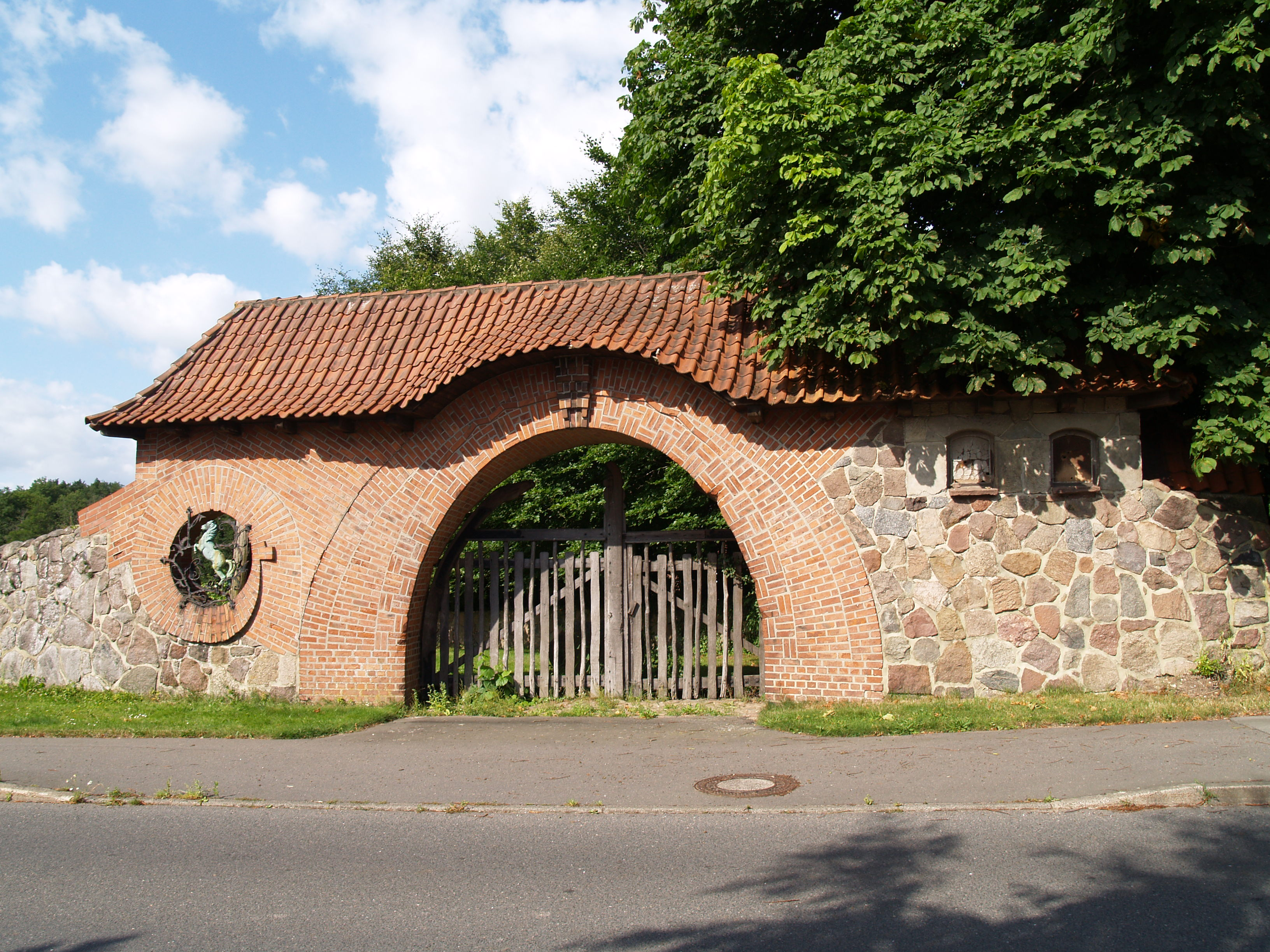
Tor zum Gut Gülzow

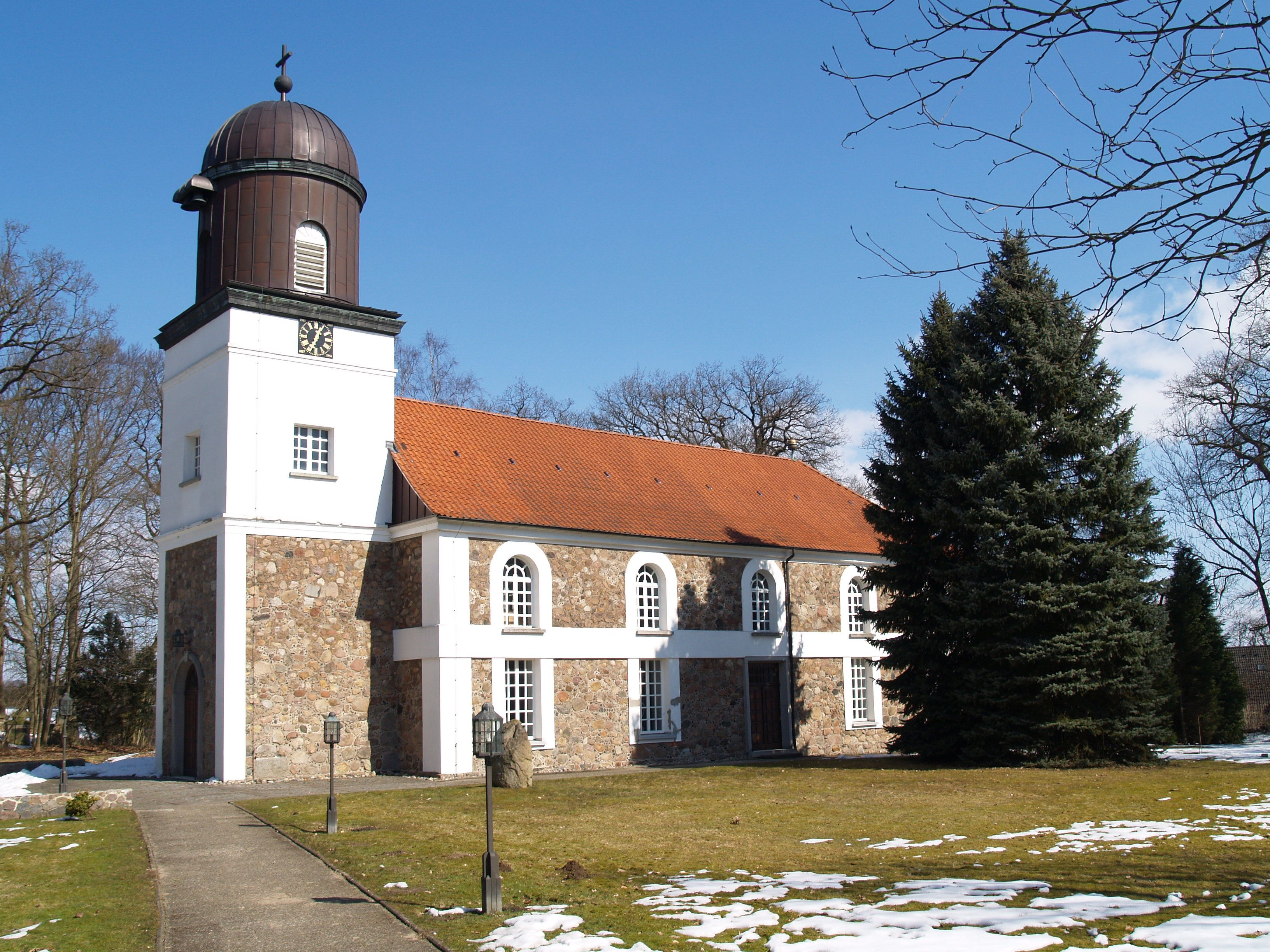
Die 1819 errichtete Gülzower Kirche

### Anfänge
Das Dorf Gülzow im Gebiet der Sadelbande wird im Ratzeburger Zehntregister aus dem Jahre 1230 zum ersten Mal urkundlich erwähnt (Gvltsowe). Es gehört zu einer Gruppe slawisch benannter Orte, Kollow, Börse, Krukow, Thömen und Krüzen, die außerhalb des alten Siedlungsraumes der Abodriten liegen und deren Gemarkungen zu den spätestens im 10. Jahrhundert vom sächsischen Landesausbau erschlossenen Gegenden gehören. Im 11. Jahrhundert wurde dieses Gebiet, am Waldgürtel gelegen und ursprünglich die Grenze zwischen Sachsen und Slawen bildend, durch Polaben besetzt, die ihre Siedlungen bis zum Beginn der Kolonisationszeit erfolgreich behaupteten. Der Ortsname Gülzow (altpolabisch *Golišov) ist eine Bildung aus einem Personennamen und bedeutet „Siedlung des Golisch“.

### Das Gut Gülzow
Eng mit der Dorfgeschichte verflochten ist das Gut Gülzow, dass sich jahrhundertelang im Besitz der Adelsfamilie Schack befand. Im Jahre 1654 wurde Gut Gülzow an Bonaventura III. von Bodeck verkauft. Die Familie Bodeck besaß das Gut bis in die 1730er Jahre hinein. 1736 erwarb Georg Ludwig von Kielmansegg das Gut von der Familie Bodeck; die Grafen von Kielmansegg, zuletzt Karl Graf von Kielmansegg (1871–1953), blieben bis 1930 Eigentümer des Gutes. Seitdem ist das Gut im Besitz der aus Hamburg stammenden Kaufmannsfamilie Fischer.

### Ehemaliger Weinbau
In der zweiten Hälfte des 17. und Anfang des 18. Jahrhunderts wurde in Gülzow, ebenso wie an anderen Orten in Lauenburg, Wein angebaut. Dies belegen Eintragungen über Weingärtner in Gülzower Kirchenbüchern von 1684 bis 1725. So z. B. 1686: „13. September ist der Weingärtner und Vogelfänger allhier auf dem Gut Jürgen Ölenschläger von Frankfurt und Anna Sophia Pröschen von Schwarzenbek Köchin allhier auf dem Gut in unserer Gülzauischen Kirche copuliert“. Die Gülzower Weinbau wurde wie in anderen Gegenden Norddeutschlands, offenbar auf Grund zu geringer Rentabilität, aufgegeben.

### Zum Ende des Zweiten Weltkrieges
Am 29. April 1945 setzten die britischen Truppen von Artlenburg aus auf das gegenüberliegende Elbufer bei Schnakenbek über. Dort richteten sie einen Brückenkopf ein. Im Anschluss wurde die Stadt Lauenburg besetzt. Die Briten rückten noch an diesem Tag bis nach Gülzow vor, das sie sodann beschossen. Offenbar wurden einige Häuser dabei zerstört, und der Beschuss der Schule führte zu Toten. Am 1. Mai wurde Gülzow schließlich besetzt. Auch das nördlich gelegene Schwarzenbek wurde von den Briten besetzt. Die Bewohner Gülzows mussten die Wohnhäuser offenbar noch an diesem Tag verlassen, damit diese von den Briten durchsucht werden konnten, und eine Ausgangssperre wurde verhängt. Die britischen Soldaten nutzten offenbar noch für einige Tage geräumte Wohnhäuser Gülzows als Unterkünfte. Am Tag darauf, dem 2. Mai 1945, flüchtete die Geschäftsführende Reichsregierung aus dem 70 Kilometer weiter nördlich gelegenen Raum Eutin-Plön weiter nach Flensburg-Mürwik. In das benachbarte Hamburg marschierten britische Soldaten am Folgetag ein. Am 4. Mai erfolgte die Kapitulation aller deutschen Truppen in Nordwestdeutschland, den Niederlanden und Dänemark.

### Nachkriegszeit
Bis in den Spätsommer verblieben die britischen Soldaten in Gülzow. Das Gasthaus sowie ein Gülzower Laden blieben besetzt. Durch Flüchtlinge hatte sich die Bevölkerungszahl stark erhöht (vgl. Flüchtlinge in Schleswig-Holstein nach dem Zweiten Weltkrieg). Um Herbst konnte der Schulbetrieb wieder aufgenommen werden.
Die Gemeinde gehört seit 1948 zum Amt Schwarzenbek-Land.

## Politik

### Gemeindevertretung
Bei der Kommunalwahl 2023 errang die Unabhängige Wählergemeinschaft Gülzow alle 13 Sitze in der Gemeindevertretung. Die Wahlbeteiligung betrug 55,8 Prozent.

### Bürgermeister
- Seit 2013 Wolfgang Schmahl (SPD)
- 2011–2013 Rolf Petersen (CDU)[17]
- 1990–2011 Günther Noß (CDU)
- 1978–1990 Rudolf Grote (SPD)[18]
- 1948–1962 Herbert Jäke (SPD)[18]
- 1946–1948 Rudolf Olandt (SPD)[18]

### Wappen
Blasonierung: „In Gold mit schwarzem Bord eine blaue heraldische Lilie, rechts und links oben begleitet von je einem gestürzten roten Dreieck (Spickel).“ Die Lilie verweist auf die Adelsfamilie Schack. Die beiden roten Dreiecke auf die Adelsfamilie Kielmansegg

## Wirtschaft und Infrastruktur
Auf Grundlage einer Konzeption des Landes Schleswig-Holstein zur Wiederherstellung der Grundversorgung auf dem Lande wurde 2005 in Gülzow ein Markttreff eröffnet. Das Gebäude wird außerdem als Versammlungsort, Archiv und Ausstellungsraum genutzt.

## Sehenswürdigkeiten
In der Liste der Kulturdenkmale in Gülzow (Lauenburg) stehen die in der Denkmalliste des Landes Schleswig-Holstein eingetragenen Kulturdenkmale.

## Religion
Die evangelische St.-Petri-Kirchengemeinde Gülzow umfasst die Dörfer Gülzow (Kirchdorf), Kollow, Krukow, Juliusburg und Schulendorf. Die jetzige Kirche wurde 1819 fertiggestellt.

## Bauwerke
- Herrenhaus des Gutes Gülzow
- das spätbarocke Palmenhaus und das chinesische Teehaus im Park; Parkanlage (1765) von Johann Friedrich Laves (1734–1818)
- das Alte Brauhaus
- das Rendantenhaus
- die St.-Petri-Kirche

## Persönlichkeiten
- Graf Ludwig von Kielmansegg (1765–1850), Oberstallmeister des Königreichs Hannover, Gutsherr von Gülzow
- Graf Alexander von Kielmansegg (* 1833 in Hannover; † 1914 in Gülzow), Marineoffizier in k. u. k. Diensten, zuletzt Konteradmiral, österreichischer Geheimrat und Kämmerer, sowie Gutsherr von Gülzow
- Graf Karl von Kielmansegg (1871–1953), 1914 bis 1930 letzter Gutsherr der Familie Kielmansegg auf Gut Gülzow